# Cellulophaga lytica
Cellulophaga lytica ist eine Art (Spezies) von Bakterien, die häufig im Meer vorkommt. Unter dem Mikroskop kann man ein Irisieren beobachten, die Kolonie glitzert in verschiedenen Farben.

## Merkmale
Flagellen sind nicht vorhanden. Cellulophaga lytica kann sich aber gleitend bewegen („gliding motility“). Die Zellen sind 1,5–3,5 μm lang und 0,4 μm breit. Flexirubin-Pigmente werden nicht gebildet; die gelb-orange Färbung der Kolonien wird stattdessen von Carotinoiden hervorgerufen.
Viele Stämme von Cellulophaga lytica zeigen unter dem Mikroskop ein auffälliges „Glitzern“ oder „Schillern“, ein sogenanntes Irisieren. Es wird durch die Selbstorganisation der Bakterienzellen innerhalb des Biofilms verursacht, wodurch hexagonale photonische Kristalle entstehen. Hierbei spielt anscheinend die gleitende Bewegung (gliding motility) und Zell-Zell-Kommunikation eine wichtige Rolle.
 Andere irisierenden Bakterien sind z. B. Stämme von Tenacibaculum und Aquimarina.

## Stoffwechsel und Wachstum
Der Oxidase-Test und der Katalase-Test verlaufen beide positiv. Das Bakterium ist auf Sauerstoff angewiesen (aerob). Es ist chemoorganotroph, d. h. sie benötigen für den Stoffwechsel organische Verbindungen. Wachstum erfolgt bei Temperaturen von 2–40 °C, optimales Wachstum findet bei 22–30 °C statt. Optimaler pH-Wert liegt bei 7,0 - 8,0. Optimale Salzkonzentration (NaCl) ist 3 %, toleriert werden Werte von 1–7 % NaCl. Der Indol-Test und der Voges-Proskauer-Test fallen beide negativ aus.
Der GC-Gehalt der DNA liegt bei 33 %. Menachinon-6 ist das dominierende Chinon.

## Systematik
Das Bakterium Cellulophaga lytica wurde zuerst als Cytophaga lytica von Lewin 1969 eingeführt. Später wurde es zu der neu gebildeten Gattung Cellulophaga überführt. Es ist die Typusart dieser Gattung. Die Gattung zählt zu der Familie Flavobacteriaceae. Im Januar 2022 waren fast 10 Arten beschrieben. Beispiele sind: C. algicola, C. baltica und C. tyrosinoxydans.

## Namensherkunft
Der Gattungsname Cellulophaga ist gebildet aus dem lateinischen Wort „Cellulosum“ (Zellulose) und dem griechischen Wort „phageîn“ (essen) und bedeutet somit so viel wie „Zellulosefresser“. Das Artepitheton lytica kommt von dem griechischen Wort „lutikê“ und bedeutet „fähig zum Auflösen“. Der Name ist nicht ganz treffend, da keine Art der Gattung tatsächlich in der Lage ist, native Formen (wie Filterpapier) oder hochkristalline Formen von Zellulose abzubauen. Allerdings sind viele Stämme in der Lage, Carboxymethylcellulose, ein künstliches Zellulosederivat, abzubauen.

## Ökologie
Cellulophaga lytica wurde aus Küstensand und -schlamm, Gezeitentümpeln und Makroalgen (hierbei insbesondere von Rotalgen) isoliert. Auch auf der Oberfläche einer Seeanemone (Actinia equine) an der Atlantikküste von Charente-Maritime wurde es gefunden. Bei einer das irisierenden Leuchten betreffende Untersuchung wurden am gleichen Ort weitere Stämme von Cellulophaga (mit einer Ähnlichkeit von 99 % der 16S rRNA von C. lytica) aus Makroalgen, insbesondere Rotalgen (Rhodophyta) und Braunalgen (Phaeophyta), sowie aus Mollusken isoliert. Die am intensivsten schillernden Stämme wurden von der Oberfläche von Rotalgen und Mollusken isoliert.
Die Art Cellulophaga lytica spielt weiterhin eine wichtige Rolle bei dem Festsetzen und der anschließenden Metamorphose von Larven des sessilen polychaeten Wurmes Hydroides elegans. Hierbei leiten von C. lytica abgegebene Lipopolysaccharide die Metamorphose des Wurms ein. Ähnliche Funktionen sind auch von anderen Bakterien bekannt. So produzieren Arten von Pseudoalteromonas das Molekül Tetrabrompyrrol und leiten damit die Metamorphose von bestimmten Korallenlarven ein. Larven der Qualle Stachelpolyp (Hydractinia echinata) reagieren auf bestimmte, zum größten Teil von Gammaproteobakterien produzierten Stoffe und leiten die Metamorphose und damit die Bildung einer neuen Kolonie ein. Beispiele für andere Bakterien, die Metamorphosen einleiten sind z. B. Bacillus aquimaris und Staphylococcus warneri.